# Liste der Biografien/Klea
Liste der Biografien |
Portal Biografien |
Personensuche
# |
A |
B |
C |
D |
E |
F |
G |
H |
I |
J |
K |
L |
M |
N |
O |
P |
Q |
R |
S |
T |
U |
V |
W |
X |
Y |
Z |
?
 
Ka |
Kb |
Kc |
Kd |
Ke |
Kf |
Kg |
Kh |
Ki |
Kj |
Kl |
Km |
Kn |
Ko |
Kp |
Kr |
Ks |
Kt |
Ku |
Kv |
Kw |
Ky |
Kx |
Kz
 
Kla |
Kld |
Kle |
Kli |
Klj |
Klo |
Klu |
Kly
 
Klea |
Kleb |
Klec |
Kled |
Klee |
Klef |
Kleg |
Kleh |
Klei |
Klej |
Klek |
Klem |
Klen |
Kleo |
Klep |
Kler |
Kles |
Klet |
Kleu |
Klev |
Klew |
Kley |
Klez
Die Liste der Biografien führt alle Personen auf, die in der deutschsprachigen Wikipedia einen Artikel haben. Dieses ist eine Teilliste mit 11 Einträgen von Personen, deren Namen mit den Buchstaben „Klea“ beginnt.

## Klea

### Klean
- Kleandridas, spartanischer Militär
- Kleandros († 324 v. Chr.), makedonischer Feldherr
- Kleandros von Gela († 498 v. Chr.), Tyrann von Gela
- Kleanthes, griechischer Maler
- Kleanthes, griechischer Philosoph der Stoa
- Kleanthis, Stamatios (1802–1862), griechischer Architekt
- Kleanthous, Akis (1964–2011), zyprischer Politiker und Finanzanalyst

### Klear
- Klearchos († 401 v. Chr.), spartanischer Flottenführer
- Klearchos von Herakleia († 284 v. Chr.), Tyrann von Herakleia Pontike
- Klearchos von Herakleia, Tyrann von Herakleia Pontike (364/363 v. Chr. – 353/352 v. Chr.)
- Klearchos von Soloi, griechischer Philosoph